# Nørlund Slot
Nørlund slot (Ravnkilde Sogn, Års Herred) var i 1300-tallet blot et tårn, der blev kaldt "en røverhule", og som Valdemar Atterdag lod nedrive i 1355. Borgen blev genopbygget og dannede fortsat udgangspunkt for udplyndring af rejsende mellem Randers og Aalborg. I slutningen af 1300-tallet gav dronning Margrete 1. ordre til at nedrive borgen.
Ludvig Munk arvede Nørlund i 1570, og han begyndte i 1581 at opføre Nørlund slot.
Slottet stod færdigbygget i 1597, og året efter fødte Ludvig Munks unge kone, Ellen Marsvin, datteren (Kirsten Munk), som senere blev kong Christian den 4.`s hustru.
Nørlund / Torstedlund Godser er på 2281,1 hektar.

## Ejere af Nørlund
- (1425-1460) Palle Jonesen Marsk Munk
- (1460-1496) Ludvig Pallesen Marsk Munk
- (1496-1500) Anne Lavesdatter Brock gift Munk
- (1500-1515) Johan Bjørnsen Bjørn
- (1515-1535) Peder Lykke
- (1535) Anne Pedersdatter Lykke gift Bille / Kirsten Pedersdatter Lykke gift Lange
- (1535-1537) Anders Bille / Ludvig Munk Lange
- (1537-1547) Anders Bille / Kirsten Pedersdatter Lykke gift (1) Lange (2) Urne
- (1547-1566) Christoffer Urne
- (1566-1570) Kirsten Pedersdatter Lykke gift (1) Lange (2) Urne
- (1570-1602) Ludvig Munk
- (1602-1616) Ellen Marsvin gift Munk
- (1616-1626) Gude Galde
- (1626-1646) Helvig Marsvin gift Galde
- (1646) Anne Marsvin gift Parsberg
- (1646-1655) Karen Marsvin / Verner Parsberg / Dorte Marsvin
- (1655-1686) Verner Parsberg
- (1686-1692) Gude Parsberg
- (1692-1703) Karen Kjeldsdatter Krag gift (1) Parsberg (2) Reedtz
- (1703-1734) Knud Reedtz
- (1734-1737) Karen Kjeldsdatter Krag gift (1) Parsberg (2) Reedtz
- (1737-1739) Michael Friis
- (1739) Christiane Charlotte von Bülow gift Friis
- (1739-1746) Kirsten Pedersdatter Læssøe gift Mørch
- (1746-1758) Jørgen Marcussen Mørch
- (1758-1778) Margrethe Grotum Bergh gift Mørch
- (1778-1787) Iver Rosenkrantz von Levetzow
- (1787-1789) Iver Rosenkrantz von Levetzows dødsbo
- (1789-1811) Siegfried Victor Raben-Levetzau
- (1811-1812) Frederik Sophus Raben-Levetzau
- (1812) Johan Michael de Neergaard
- (1812-1814) Malte Ulrik Friis
- (1814-1826) Mariane Wisborg gift Friis
- (1826-1830) Carl de Neergaard
- (1830-1837) Rasmus Conradsen
- (1837-1839) Den Almindelige Enkekasse
- (1839-1857) August Theodor Schütte
- (1857-1861) Sigismund Wolff Veith de Mylius
- (1861-1868) August Theodor Schütte
- (1868-1912) Hans Emil Bluhme
- (1912-1913) Johannes M.C. Ankerstjerne
- (1913-1914) Jesper Jespersen
- (1914-1929) Georg Alexis Horneman / A.S. Blom / Chr. Rømer
- (1929-1939) Georg Alexis Horneman
- (1939-1941) Georg Alexis Hornemans dødsbo
- (1941-) Nørlund-Fonden